# NCT
NCT ((кор. 엔시티); расшифровывается как Neo Culture Technology) — южнокорейский бойбенд, сформированный в 2016 году компанией S.M. Entertainment. По состоянию на август 2024 года группа состоит из 25 человек и разделена на шесть различных юнитов.
Главный юнит NCT U дебютировал в апреле 2016 года с двумя синглами «The 7th Sense» и «Without You». Второй юнит NCT 127, основанный в Сеуле, дебютировал 7 июля того же года с мини-альбомом NCT#127. Третий юнит NCT Dream дебютировал в августе с синглом «Chewing Gum». В январе 2019 года дебютировал китайский юнит WayV с сингловым-альбомом The Vision. В апреле 2023 дебютировал пятый юнит NCT DOJAEJUNG с мини-альбомом Perfume. В феврале 2024 года дебютировал шестой и последний японский юнит NCT WISH с сингл-альбомом WISH.
Каждый юнит продвигается отдельно, NCT трижды объединялись как группа, и выпустили три полноформатных альбома: Empathy (2018), Resonance (2020) и Universe (2021). В течение двух месяцев после релиза альбом Resonance разошелся тиражом более 2,6 миллиона копий в двух частях, став самым продаваемым физическим альбомом, выпущенным группой SM Entertainment на тот момент, и принес группе их первую награду Grand Daesang на Asia Artist Awards.

## Название
В январе 2016 года основатель компании Ли Су Ман выступил с презентацией на SM Coex Artium под названием «SMTOWN: New Culture Technology 2016». Лейбл планировал дебютировать новую мужскую группу, в которой «может быть неограниченное количество участников, объединённых в юниты и имеющих возможность продвигаться по всему миру». Кроме того, участники будут формировать «команды юнитов» и «сотрудничать» друг с другом.
Позже выяснилось, что название группы - NCT, аббревиатура названия презентации. NCT в целом стали первой айдол-группой SM Entertainment, дебютировавшей почти за два года после Red Velvet в 2014 году, и первой мужской группой SM Entertainment, дебютировавшей после EXO в 2012 году.

## Карьера

### Предебют
В 2013 году S.M. Entertainment создали проект SM ROOKIES для молодых стажёров агентства, среди которых были представлены и будущие участники NCT.
В январе 2016 года глава компании S.M. Entertainment Ли Суман выступил с презентацией на SM Coex Artium под названием: «SMTOWN: New Culture Technology 2016», в которой впервые рассказал о планах агентства по поводу нового бойбенда, саб-группы NCT, участники которой могут продвигаться в разных странах по всему миру[11].
NCT стали первой мужской группой S.M. Entertainment со времён дебюта EXO в 2012 году.

### 2016: Дебюты NCT U, NCT 127 и NCT Dream
4 апреля 2016 года компания объявила о дебюте первого юнита NCT, NCT U, который состоял из пяти участников: Тхэёна, Доёна, Тхена, Джэхёна и Марка. Юнит выпустил два цифровых сингла — «The 7th Sense» 9 апреля и «Without You» 10 апреля в двух версиях (корейской версии, исполненной Тхэилем, Доёном и Джэхёном, и китайской версии с Куном из SM Rookies). 9 апреля группа впервые появилась в прямом эфире приложения V (NCT On Air), ведущим которого стал Ким Хичоль из Super Junior. В тот же день они выступили в Китае на Music Feng Yun Bang Awards вместе с другими китайскими участниками — Куном и Вин-Вином. Дебют в Корее состоялся 15 апреля на музыкальном шоу Music Bank, а также появились в трёх сезонах реалити-шоу NCT Life с участниками SM Rookies.
Юнит не является фиксированным и у участников есть возможность продвигаться как в установленном составе, так и по несколько человек.

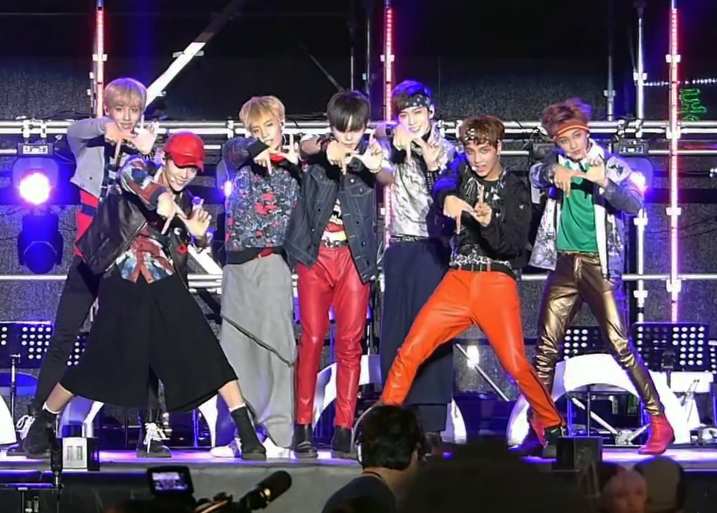
NCT 127 выступают в Пусане, 2016 год

1 июля компания анонсировала ещё один юнит — NCT 127. «127» в названии означает долготу в координатах Сеула. Юнит состоит из семи участников: Тхэиля, Тхэёна, Юты, Джэхёна, Вин-Вина, Марка и Хэчхана. 7 июля состоялся их дебют на сцене M! Countdown с синглами «Fire Truck» и «Once Again». Дебютный мини-альбом был выпущен 10 июля на цифровых носителях и 11 июля на физических. 16 июля состоялась премьера третьего сезона NCT Life с NCT 127 в Пхаджу. 29 июля юнит выпустил сингл «Taste the Feeling» для проекта SM Station.
18 августа S.M. объявила, что третий юнит будет называться NCT Dream. Он состоит из семи участников, включая Ченлэ и Джисона. Сингл «Chewing Gum» был выпущен 24 августа, и на следующий день юнит дебютировал на сцене M! Countdown.
«Without You» была выпущена в двух версиях: корейской и китайской. Корейскую исполнили: Тхэиль, Доён и Джэхён, а китайскую — участник SM ROOKIES — Кун. 6 декабря пять участников NCT 127 (Юта, Тхэён, Джэхён, Марк и Вин-Вин) выпустили специальное видео «Good Thing» в сотрудничестве с W Korea. 20 декабря был выпущен клип на «Switch». До этого сингл был выпущен как бонусный трек с их мини-альбома NCT#127. 27 декабря NCT 127 объявили, что в январе у них состоится камбэк с двумя другими участниками — Джонни и Доёном.

### 2017:Limitless,Cherry BombиWe Young
5 января 2017 года был выпущен клип на сингл «Limitless», и в тот же день группа выступила на M! Countdown. Второй мини-альбом Limitless был выпущен 6 января на цифровых носителях и 9 января на физических.
9 февраля NCT Dream выпустили свой первый сингловый альбом The First. Было объявлено, что Джэмин не сможет участвовать в промоушене из-за проблем со здоровьем. 14 февраля NCT Dream впервые победили на The Show, что ознаменовало первую победу одного из юнитов группы. Юнит также был объявлен как официальное лицо 2017 FIFA U-20 World Cup Korea. 3 февраля было заявлено о выступлении NCT 127 на фестивале KCON в Мексике 17 марта.
14 июня NCT 127 выпустили третий мини-альбом Cherry Bomb. Позже Billboard и Idolator объявили «Cherry Bomb» одной из лучших песен K-pop года.
17 августа NCT Dream выпустили свой первый мини-альбом We Young. NCT Dream выпустили свою первую рождественскую песню «Joy».

### 2018:NCT-2018 Empathy,дебют NCT 127 в Японии, Regular
12 января Тхэиль, Доён и Джэхён выпустили сингл «Timeless» в рамках второго сезона проекта SM Station.
15 января S.M. Entertainment анонсировали юнит NCT 2018 куда вошли все 18 участников группы. 30 января было выпущено видео «NCT 2018 Yearbook #1», где были представлены новые участники: Кун, Лукас и Чону.
14 марта NCT выпустила свой первый полноформатный альбом NCT 2018 Empathy. В альбом вошли шесть синглов, демонстрирующих все текущие юниты NCT: Boss, Baby Don’t Stop, Yestoday, Go (NCT Dream), Touch (NCT 127), и Black on Black (NCT 2018).

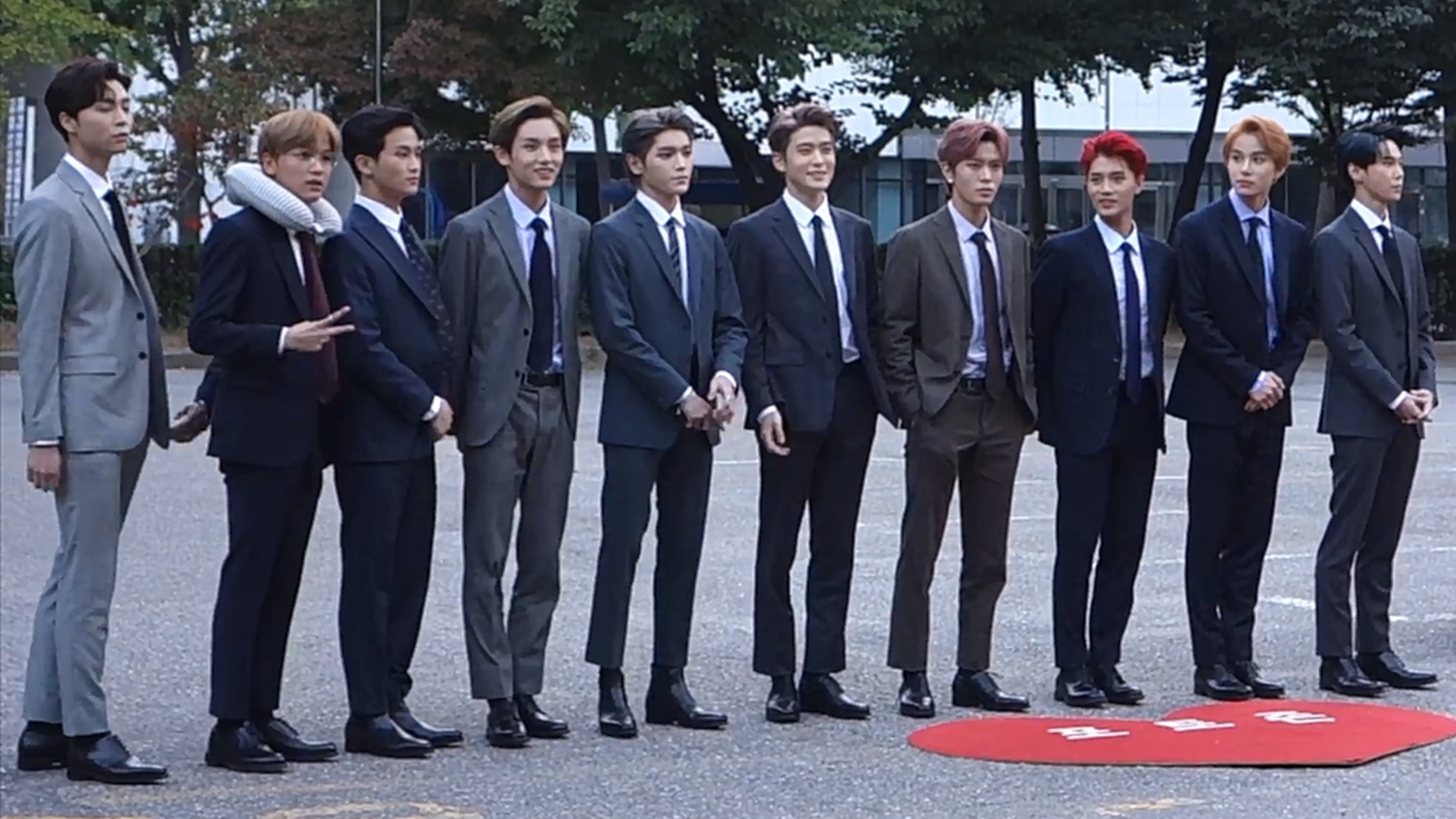
NCT 127 по пути на Music Bank, 12 октября 2018

14 мая NCT 127 совместно с группой Infinite и актрисой Ха Дживон, посетили Россию в качестве послов на KBEE2018.
23 мая состоялся дебют NCT 127 в Японии, с первым японским мини-альбомом Chain.
30 августа состоялся релиз второго мини-альбома NCT Dream We Go Up. Участники юнита посвятили Марку песню «Dear Dream», так как он достиг совершеннолетия и выпускается из юнита.
17 июля S.M. Entertainment представили новых китайских трейни SM Rookies: Хендыри, Сяоцзюня и Ян-Яна. 24 сентября NCT 127 появились на американском телевидении, на шоу «Джимми Киммел в прямом эфире» для продвижения первого студийного альбома юнита Regular-Irregular, с добавлением Чону 12 октября.
23 ноября NCT 127 выпустили переиздание Regular-Irregular под названием Regulate вместе с ведущим синглом «Simon Says». Было объявлено, что Вин-Вин не будет участвовать в продвижении, чтобы подготовиться к своему дебюту с WayV.

### 2019: Дебют WayV и первый мировой тур NCT-127 «NEO CITY — The Origin», дебют SuperM
31 декабря 2018 года SM Entertainment анонсировал четвёртый юнит NCT, WayV (кит. трад. 威神V). Юнит базируется в Китае и состоит из 7 участников: Куна, Вин-Вина, Тхена, Лукаса, Хендыри, Сяоцзюня и Ян-Яна. WayV находятся в Label V, который сотрудничает с SM Entertainment. Юнит официально дебютировал 17 января 2019 года с сингловым альбомом The Vision с двумя китайскими версиями песен NCT 127 и одной оригинальной.
26 января NCT 127 начали свой первый мировой тур NEO CITY — The Origin. Тур включил в себя Южную Корею, Японию, Северную Америку, и Европу.
24 мая был выпущен четвёртый мини-альбом NCT 127, We Are Superhuman, который был анонсирован 18 апреля одновременно с выпуском их студийного японского альбома Awaken.
26 июля состоялся релиз третьего мини-альбома NCT Dream We Boom с заглавным синглом «Boom».
10 августа SM Entertainment в сотрудничестве с U.S. Capitol объявили о запуске нового проекта — группы SuperM, объединившей участников четырёх групп: Тхэёна и Марка из NCT 127, Лукаса и Тхена из WayV, Кхаи и Бэкхёна из EXO, Тэмина из SHINee. Дебют группы состоялся 4 октября 2019 года.

### 2020: Проекты для NCT 127, реструктуризация NCT Dream, новые участники и NCT 2020
6 марта 2020 года NCT 127 выпустили второй студийный альбом Neo Zone с заглавным синглом «Kick It».
29 апреля был выпущен четвертый альбом NCT Dream Reload с заглавным треком «Ridin».
В мае три юнита NCT провели прямые онлайн-концерты в рамках серии концертов, совместно организованных SM Entertainment и Naver на первом в мире технологическом потоковом сервисе прямых концертов «Beyond LIVE». Онлайн-концерты WayV, NCT Dream и NCT 127 состоялись 3, 10 и 17 мая.
19 мая NCT 127 выпустили репак альбома Neo Zone: The Final Round с заглавным треком «Punch».
9 июня WayV выпустили первый студийный альбом Awaken the World с заглавным синглом «Turn Back Time». 18 июня была выпущена корейская версия.
29 июля WayV выпустили клип на английскую версию би-сайда «Bad Alive».
В сентябре NCT объявили, что у них будет новый проект NCT 2020, аналогичный их проекту NCT 2018, который объединил членов различных юнитов в одном альбоме, который будет выпущен в октябре.
12 октября состоялся релиз второго студийного альбома NCT 2020 Resonance Pt. 1, в записи которого приняли участие все 4 юнита и 2 новых участника, Сётаро и Сончхан. Заглавными трекоми альбома является «Make a Wish» и «From Home». Перед выходом альбома было объявлено, что предварительные заказы на NCT 2020 Resonance Pt. 1 составили 1,1 миллиона.
23 ноября вышла вторая часть Resonance Pt.2 с заглавными треками «90’s Love» и "Work It.
4 декабря был выпущен клип на сингл «Resonance». Сингл представляет собой комбинацию треков «Make a Wish (Birthday Song)», «90-е Love», «Work It» и «Raise the Roof». В сингле представлены все 23 участника проекта NCT 2020.

### 2021: NCT Hollywood иUniverse
В интервью Star News 13 января Сончхан объявил, что новый юнит дебютирует в течение года.
17 февраля NCT 127 выпустили свой второй японский мини-альбом Loveholic.
10 марта WayV выпустили свой третий мини-альбом, Kick Back, с одноименным заглавным треком.
6 мая было объявлено, что SM будет сотрудничать с MGM Worldwide Television Group в реалити-шоу K-POP Goes Hollywood, чтобы набрать юношей в возрасте от 13 до 25 лет из Соединенных Штатов для формирования американского юнита NCT под названием NCT Hollywood. В шоу примут участие 21 участник, из которых будет выбран один победитель, чтобы присоединиться к NCT Hollywood, который дебютирует в будущем.
10 мая NCT Dream выпустили свой первый студийный альбом Hot Sauce, что ознаменовало первое возвращение группы в составе семи человек с 2018 года. Альбом был продан тиражом более 1,7 миллиона копий по предварительным заказам. 28 июня было выпущено переиздание альбома Hello Future с одноименным заглавным треком.
11 июня было объявлено, что Кун и Сяоцзюнь сформируют первый юнит WayV. 16 июня они выпустили свой первый сингловой-альбом Beck to You, содержащий три песни. 17 сентября Тхен и Ян-Ян дебютировали как дуэт с англоязычным синглом «Low Low».
На фан-митинге, посвященной пятой годовщине их дебюта, NCT 127 подтвердили, что их третий корейский студийный альбом выйдет в сентябре. Альбом Sticker был выпущен 17 сентября. Он состоит из одиннадцати треков, включая одноименный ведущий сингл. Альбом был продан в размере 2,120,000 копий. 25 октября группа выпустила Favorite, переиздание альбома Sticker, с тремя новыми треками, включая ведущий сингл «Favorite (Vampire)».
13 ноября NCT объявили о своем третьем групповом проекте NCT 2021, а их третий студийный альбом Universe вышел 14 декабря. Альбом из 13 треков включал ведущие синглы «Universe (Let's Play Ball)», который был выпущен 10 декабря, и «Beautiful». Альбом был продан в размере более 1,7 миллиона предварительных заказов в день релиза, побив свой предыдущий рекорд в 1,1 миллиона предварительных заказов на NCT 2020 Resonance.

### 2022: Возвращение NCT Dream
28 февраля было объявлено, что NCT Dream выпустят свой второй студийный альбом под названием Glitch Mode. Альбом состоит из одиннадцати треков. 27 марта альбом был продан в размере два миллиона предварительных заказов. 30 мая NCT Dream выпустили переиздание второго студийного альбома Beatbox.
24 июня NCT Dream провели свой 2-й сольный концерт THE DREAM SHOW2: In A DREAM в Gocheok Sky Dome, Сеул, в течение 3 дней с 29 по 31 июля.

## Состав
| Имя      | Дата дебюта          | Страна/регион        | Саб-юнит | Саб-юнит | Саб-юнит | Саб-юнит | Саб-юнит  | Саб-юнит | Примечания                                                           |
| Имя      | Дата дебюта          | Страна/регион        | U        | 127      | Dream    | WayV     | DoJaeJung | Wish     | Примечания                                                           |
| -------- | -------------------- | -------------------- | -------- | -------- | -------- | -------- | --------- | -------- | -------------------------------------------------------------------- |
| Тхэён    | 9 апреля 2016 года   | Республика Корея     |          |          |          |          |           |          | Лидер NCT и NCT 127                                                  |
| Доён     | 9 апреля 2016 года   | Республика Корея     |          |          |          |          |           |          |                                                                      |
| Тхен     | 9 апреля 2016 года   | Таиланд              |          |          |          |          |           |          |                                                                      |
| Джэхён   | 9 апреля 2016 года   | Республика Корея     |          |          |          |          |           |          |                                                                      |
| Марк     | 9 апреля 2016 года   | Канада               |          |          | [ a ]    |          |           |          | Лидер NCT Dream                                                      |
| Юта      | 7 июля 2016 года     | Япония               |          |          |          |          |           |          |                                                                      |
| Винвин   | 7 июля 2016 года     | Китай                |          | [ b ]    |          |          |           |          |                                                                      |
| Хэчхан   | 7 июля 2016 года     | Республика Корея     |          |          |          |          |           |          |                                                                      |
| Ренджун  | 25 августа 2016 года | Китай                |          |          |          |          |           |          |                                                                      |
| Джено    | 25 августа 2016 года | Республика Корея     |          |          |          |          |           |          |                                                                      |
| Джэмин   | 25 августа 2016 года | Республика Корея     |          |          |          |          |           |          |                                                                      |
| Чэньлэ   | 25 августа 2016 года | Китай                |          |          |          |          |           |          |                                                                      |
| Джисон   | 25 августа 2016 года | Республика Корея     |          |          |          |          |           |          |                                                                      |
| Джонни   | 6 января 2017 года   | США                  |          |          |          |          |           |          |                                                                      |
| Чону     | 18 февраля 2018 года | Республика Корея     |          |          |          |          |           |          |                                                                      |
| Кун      | 14 марта 2018 года   | Китай                |          |          |          |          |           |          | Лидер WayV                                                           |
| Сяоцзюнь | 17 января 2019 года  | Китай                |          |          |          |          |           |          |                                                                      |
| Хендыри  | 17 января 2019 года  | Макао                |          |          |          |          |           |          |                                                                      |
| Ян-Ян    | 17 января 2019 года  | Китайская Республика |          |          |          |          |           |          |                                                                      |
| Сион     | 21 февраля 2024 года | Республика Корея     |          |          |          |          |           |          | Лидер NCT Wish                                                       |
| Рику     | 21 февраля 2024 года | Япония               |          |          |          |          |           |          |                                                                      |
| Юси      | 21 февраля 2024 года | Япония               |          |          |          |          |           |          |                                                                      |
| Джэхи    | 21 февраля 2024 года | Республика Корея     |          |          |          |          |           |          |                                                                      |
| Рё       | 21 февраля 2024 года | Япония               |          |          |          |          |           |          |                                                                      |
| Сакуя    | 21 февраля 2024 года | Япония               |          |          |          |          |           |          |                                                                      |
| Бывшие   |                      |                      |          |          |          |          |           |          |                                                                      |
| Имя      | Дата дебюта          | Страна/регион        | Саб-юнит | Саб-юнит | Саб-юнит | Саб-юнит | Саб-юнит  | Саб-юнит | Примечания                                                           |
| Имя      | Дата дебюта          | Страна/регион        | U        | 127      | Dream    | WayV     | DoJaeJung | Wish     | Примечания                                                           |
| Лукас    | 18 февраля 2018 года | Гонконг              |          |          |          |          |           |          | Ушёл на перерыв в августе 2021 года; покинул группу 10 мая 2023 года |
| Сётаро   | 12 октября 2020 года | Япония               |          |          |          |          |           |          | Покинули группу 24 мая 2023 года, переведен в Riize                  |
| Сончан   | 12 октября 2020 года | Республика Корея     |          |          |          |          |           |          | Покинули группу 24 мая 2023 года, переведен в Riize                  |
| Тхэиль   | 9 апреля 2016 года   | Республика Корея     |          |          |          |          |           |          | Покинул 28 августа 2024 года                                         |

### Саб-юниты
| Юнит, базирующиеся в странах | Юнит, базирующиеся в странах                                     | Юнит, базирующиеся в странах                                     | Юнит, базирующиеся в странах |
| Юнит                         | Участник                                                         | Страна                                                           | Примечания                   |
| ---------------------------- | ---------------------------------------------------------------- | ---------------------------------------------------------------- | ---------------------------- |
| NCT 127                      | Джонни, Тхэён, Юта, Доён, Джэхён, Винвин, Чону, Марк, Хэчхан     | Южная Корея                                                      | [ 74 ]                       |
| WayV                         | Кун, Тхен, Винвин, Сяоцзюнь, Хендыри, Ян-Ян                      | Китай                                                            | [ 75 ]                       |
| NCT Dream                    | Марк, Ренджун, Джэно, Хэчхан, Джэмин, Ченлэ, Джисон              | Южная Корея                                                      |                              |
| NCT Wish                     | Сион, Рику, Юси, Джэхи, Рё, Сакуя                                | Япония                                                           | [ 76 ] [ 77 ]                |
| Другие юниты                 |                                                                  |                                                                  |                              |
| Саб-юнит                     | Участники                                                        | Участники                                                        | Прим.                        |
| NCT U                        | Состав группы меняется в зависимости от жанра и концепции песни. | Состав группы меняется в зависимости от жанра и концепции песни. | [ 78 ]                       |
| NCT DoJaeJung                | Доён, Джэхён, Чону                                               | Доён, Джэхён, Чону                                               | [ 79 ]                       |

## Дискография
- NCT 2018 Empathy (2018)
- NCT 2020 Resonance (2020)
- Universe (2021)
- Golden Age (2023)

## Фильмография

### Реалити-шоу
- NCT Life
- NCT World 2.0[80]
- Welcome to NCT Universe[81]
- NCT Universe: LASTART[82]

## Награды и номинации
- Всего наград у группы: 56
- Всего номинаций у группы: 147

## Концерты и туры
- NCT: Resonance "Global Wave" (2020)
- NCT Nation: To The World (2023)

## Комментарии
1. ↑  Первоначально Марк выпустился из NCT Dream 31 декабря 2018 года, но вернулся в юнит после реструктуризации в 2020 году.[68]
2. ↑  Деятельность Винвина в NCT 127 была прекращена с 22 ноября 2018 года в результате его продвижения в WayV.[69]
3. ↑  Кун ранее фигурировал в китайской версии "Without You" в качестве участника SM Rookies. Однако, Кун официально дебютировал в составе NCT только 14 марта 2018 года, с NCT 2018 Empathy.[70]
4. ↑  Неактивен в NCT 127 с конца 2018